# Boutchatch
Boutchatch (en ukrainien et en russe : Бучач ; en polonais : Buczacz ; en yiddish : בעטשאָטש, Bitchoutch ; en allemand : Butschatsch) est une ville de l'oblast de Ternopil, en Ukraine, et le centre administratif du raïon de Boutchatch. Sa population s'élevait à 12 000 habitants en 2024.

## Géographie
Boutchatch est située sur la rivière Strypa, un affluent du Dniestr, à 56 km au sud de Ternopil.

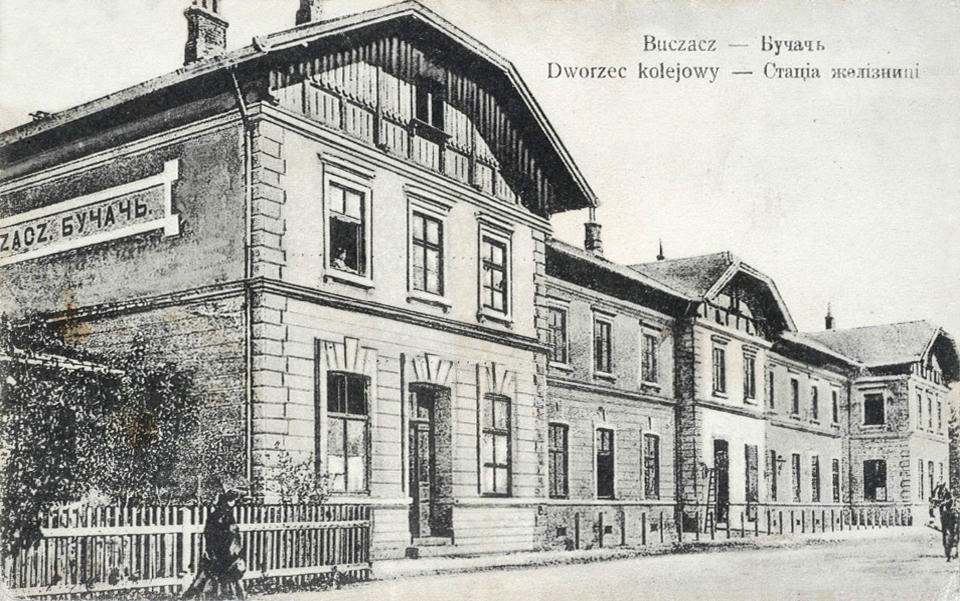
L'ancienne gare en fonction de 1884 à 2017.

## Histoire

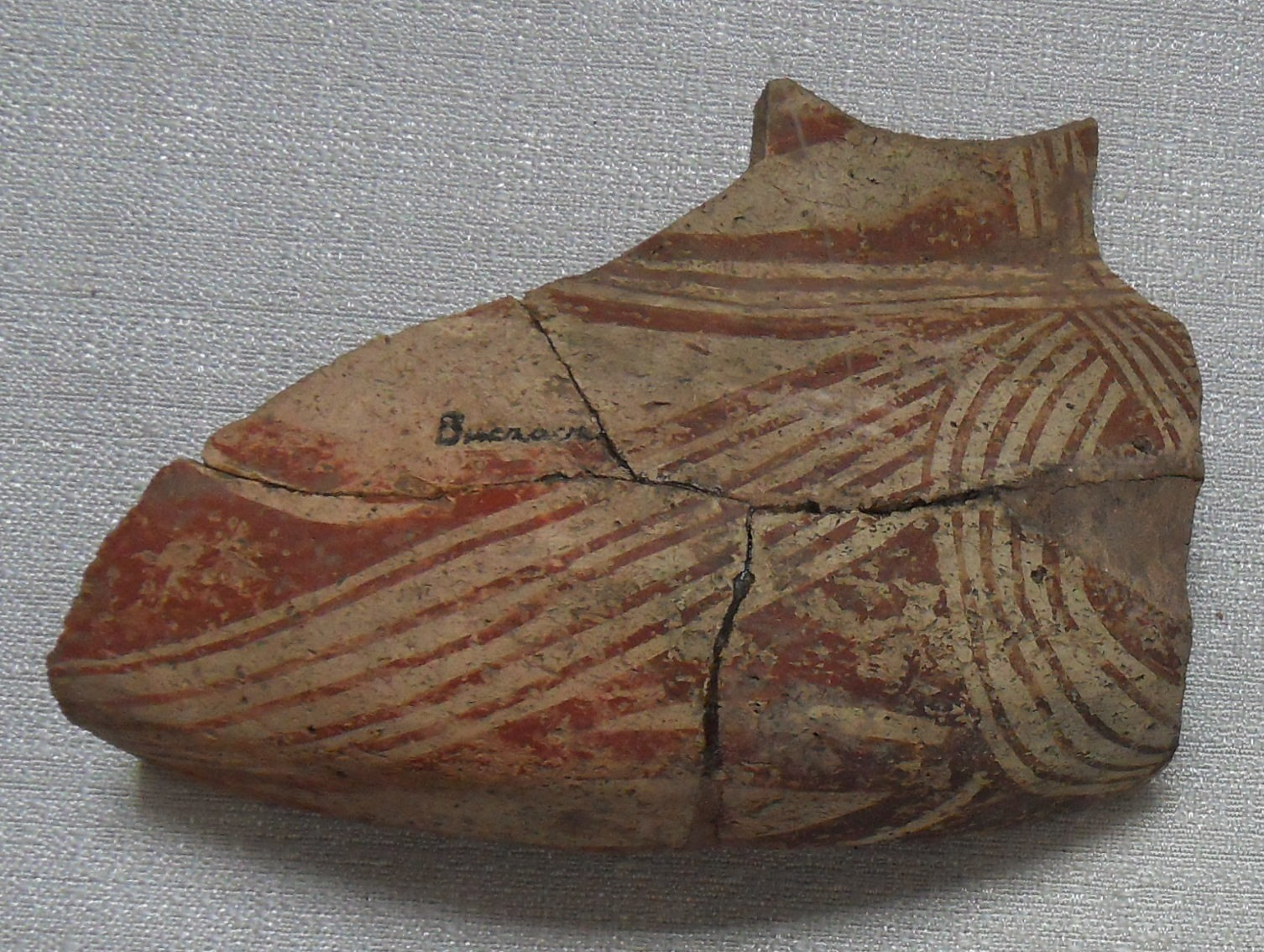
Fragment de poterie du VIe millénaire avant notre ère découvert à Boutchach, Collections de l'Institut de paléontologie humaine, Paris.

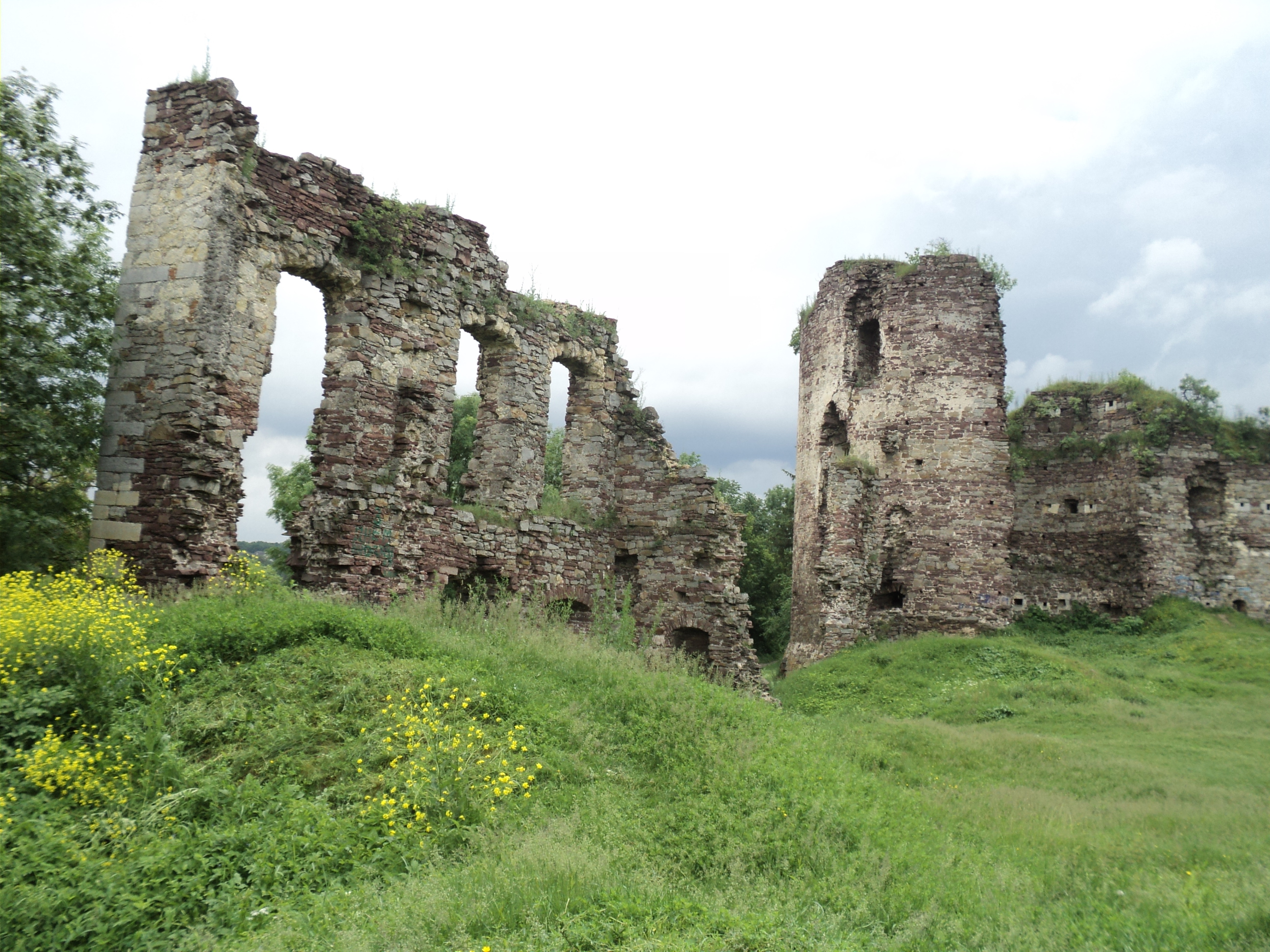
Ruines du château de Boutchatch, classé en 2013.

La première mention de Boutchatch remonte à 1260. À cette époque, la région connut un grand afflux de colons polonais, juifs et arméniens. Ses fondateurs étaient d'importants aristocrates polonais, et ses premiers colons comptaient de nombreux Juifs, qui vinrent habiter dans un milieu surtout rural et ukrainien. À la différence des populations paysannes, les colons juifs dans les terres de l'est de la Galice étaient plutôt des citadins et des artisans qualifiés, des commerçants et des financiers expérimentés. Les rois polonais et les princes encouragèrent les Juifs à s'installer dans l'est de leurs royaumes et leur offrirent leur protection. Boutchatch était considérée comme un shtetl.
Le château de Boutchatch (en), construit aux XIVe – XVe siècle par une famille de magnats polonais, les Buczaczki (en), fut rebâti aux XVIe – XVIIe siècle dans le style Renaissance par la famille Potocki. Avec l'unification de la Pologne et la Lituanie en 1569, le nouvel État s'étendait de la mer Baltique à la mer Noire. En raison de son importance comme ville de marché, Boutchatch devint une ville commerciale entre la Pologne et l'Empire ottoman.
Au cours des soulèvements cosaques du milieu du XVIIe siècle, Boutchatch se défendit avec succès, les Juifs participant activement à la défense de la ville. Un grand nombre de réfugiés juifs en provenance des zones ravagées par Bogdan Khmelnitski et les Cosaques trouvèrent refuge dans la ville. Elle fut aussi disputée pendant les guerres polono-ottomanes : la paix de Buczacz (orthographe polonaise pour Boutchatch) y fut signée en 1672 entre le roi Michał Wiśniowiecki et le grand vizir Fazıl Ahmet Köprülü, par lequel les Ottomans annexaient le pachalik de Podolie.

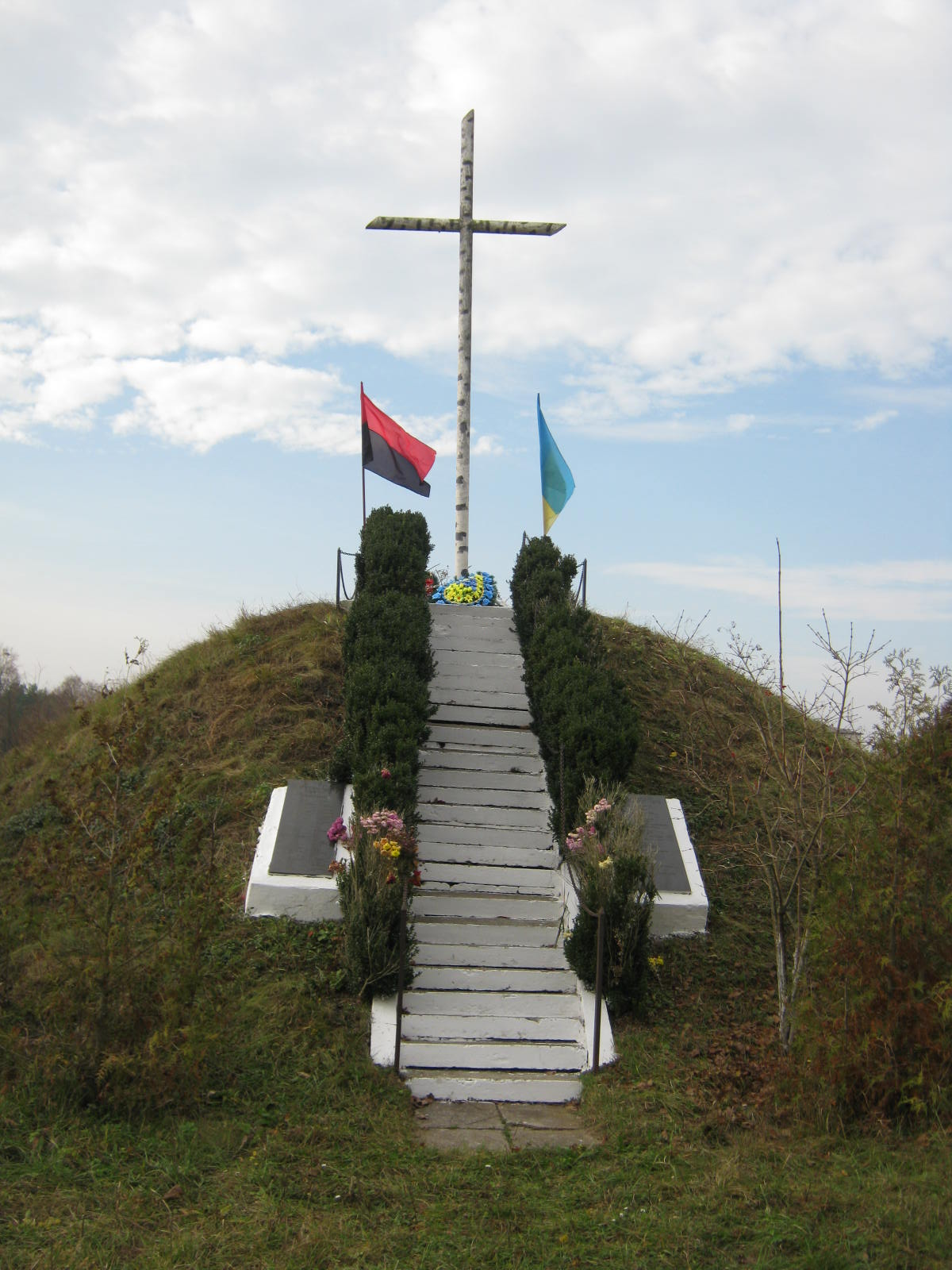
Mont Fédir, monument aux morts de l'OUN, classé.

En 1772, la Galicie fut annexée par l'Autriche lors de la première partition de la Pologne. En 1772 et en 1775, la ville fut prise par les Turcs. Sous la conduite de la communauté juive organisée, la Kehila, les Juifs se joignirent aux Polonais pour défendre la ville. Après le retrait des Turcs, elle resta dans l'empire d'Autriche devenu Empire austro-hongrois en 1867.
L'industrie se développa à Boutchatch à la fin du XIXe siècle : fabriques de briques, de bougies, de savon, moulins à farine, une usine textile et une fabrique de cravates, une brasserie. Dans les années 1900, la principale usine de la ville était une fabrique de jouets en bois employant 200 travailleurs, principalement des jeunes filles. En 1912, une banque ouvrit une succursale à Boutchatch pour les entreprises. Certaines activités artisanales étaient largement entre les mains des Juifs de Boutchatch (couture, travail des fourrures, de l'étain, édition, menuiserie, ébénisterie, etc.) et ils étaient de plus en plus nombreux dans les professions libérales.
Boutchatch fut disputée entre l'armée russe et celles des Empires centraux pendant la Première Guerre mondiale, jusqu'à l'éclatement de l’Autriche-Hongrie en 1918. La ville fit ensuite brièvement partie de la République populaire ukrainienne indépendante, avant d'être rattachée à la République de Pologne. En septembre 1939, la Galicie orientale, avec Boutchatch, fut annexée par l'Union soviétique et intégrée à la République socialiste soviétique d'Ukraine.
Le 7 juillet 1941, elle fut occupée par l'Allemagne nazie et sa communauté juive assassinée dans le cadre de la Shoah par balles. Plusieurs milliers de Juifs furent exécutés dans la forêt aux abords de la ville. La population de la ville a très largement facilité le massacre, probablement influencée par les idéologies nationalistes avant-guerre. L'Armée rouge entra dans Boutchatch le 21 juillet 1944 et la ville redevint soviétique. Alicia Appleman-Jurman a dépeint sa vie pendant le conflit en tant que survivante de la Shoah dans son livre L'histoire de ma vie (Presses de la Renaissance, 1989) puis dans Alicia: My Story Continues: a Journey in Historical Photographs  et dans Six Cherry Blossoms and other stories.
Depuis 1991, Boutchatch fait partie de l'Ukraine indépendante.

## Population
Recensements (*) ou estimations de la population :

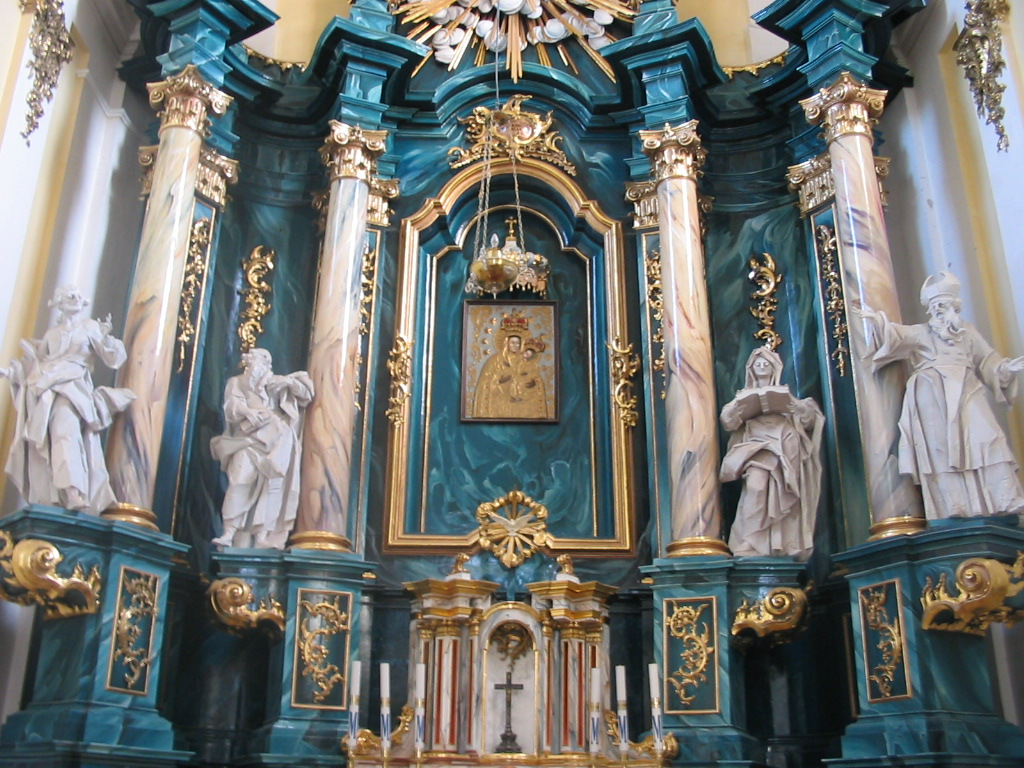
Intérieur d'église à Boutchatch

| 1939  | 1959* | 1970*  | 1979*  | 1989*  | 2001*  | 2010   |
| ----- | ----- | ------ | ------ | ------ | ------ | ------ |
| 7 500 | 7 043 | 11 212 | 12 845 | 13 657 | 12 549 | 12 480 |

| 2011   | 2012   | 2013   | 2014   | 2015   | 2016   | 2017   |
| ------ | ------ | ------ | ------ | ------ | ------ | ------ |
| 12 514 | 12 547 | 12 597 | 12 631 | 12 667 | 12 597 | 12 550 |

## Personnalités
- Shmuel Yosef Agnon (1888-1970) : écrivain israélien, prix Nobel de littérature 1966.
- Alicia Appleman-Jurman (1930) : écrivain originaire de la ville, survivante de la Shoah, elle y passa une grande partie de sa vie pendant la Seconde Guerre mondiale.
- Bogdana Dourda (1940-) : artiste, écrivaine, poète ukrainienne
- Johann Georg Pinsel (1701-1761) : sculpteur galicien
- Emanuel Ringelblum (1900-1944) : historien et travailleur social juif polonais.
- Mina Rosner (1913-1997) : survivante et témoin de la Shoah.
- Atena Pachko, 1931-2012, chimiste et activiste.
- Emil Skamene (1941–) : chercheur canadien en immunologie.
- Lee Strasberg (1901-1982) : acteur américain (né dans le village de Boudaniv, à côté de Boutchatch).
- Simon Wiesenthal (1908-2005) : architecte autrichien, engagé dans la recherche des criminels nazis.

## Culture et images

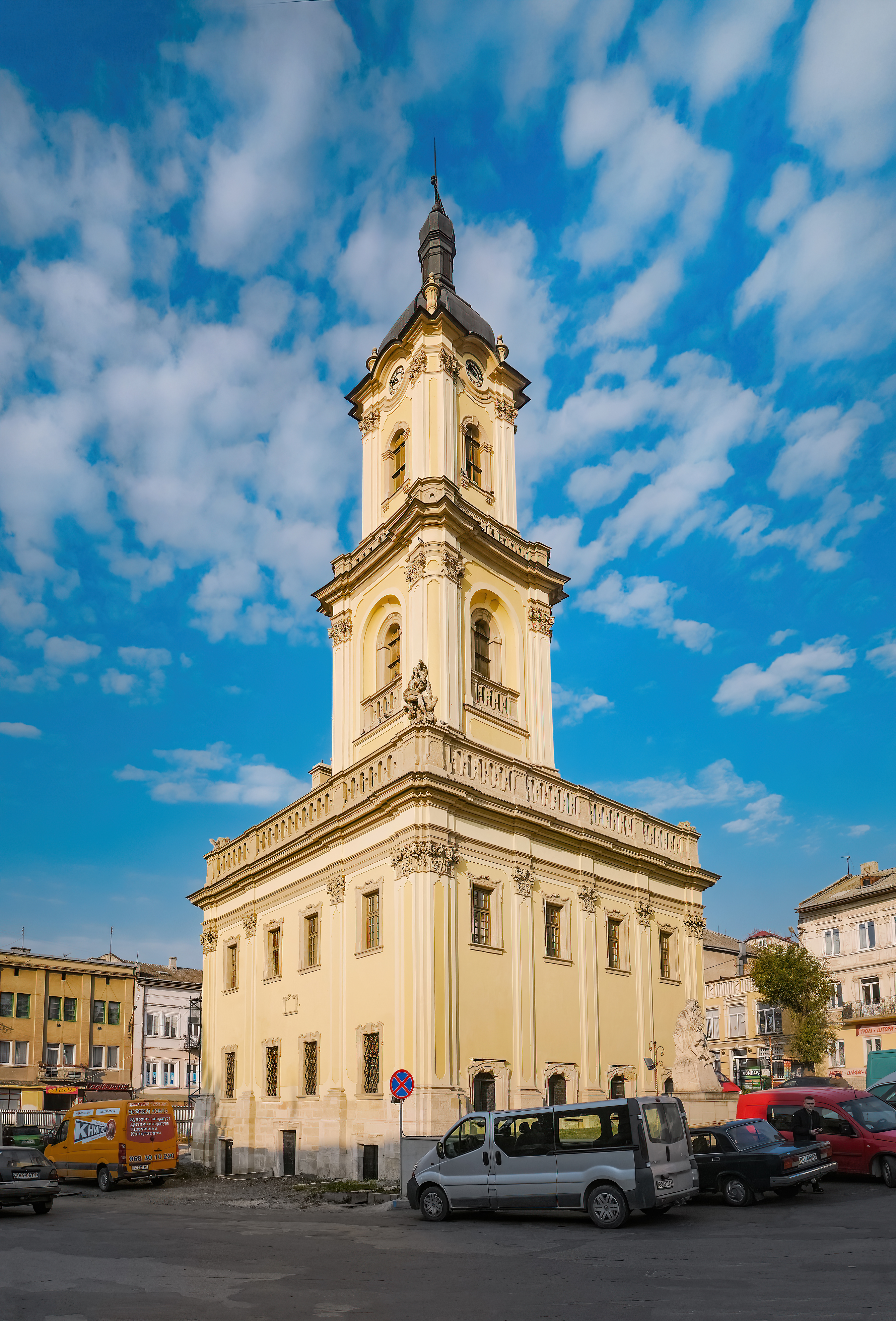
L'hôtel de ville, classée[6],
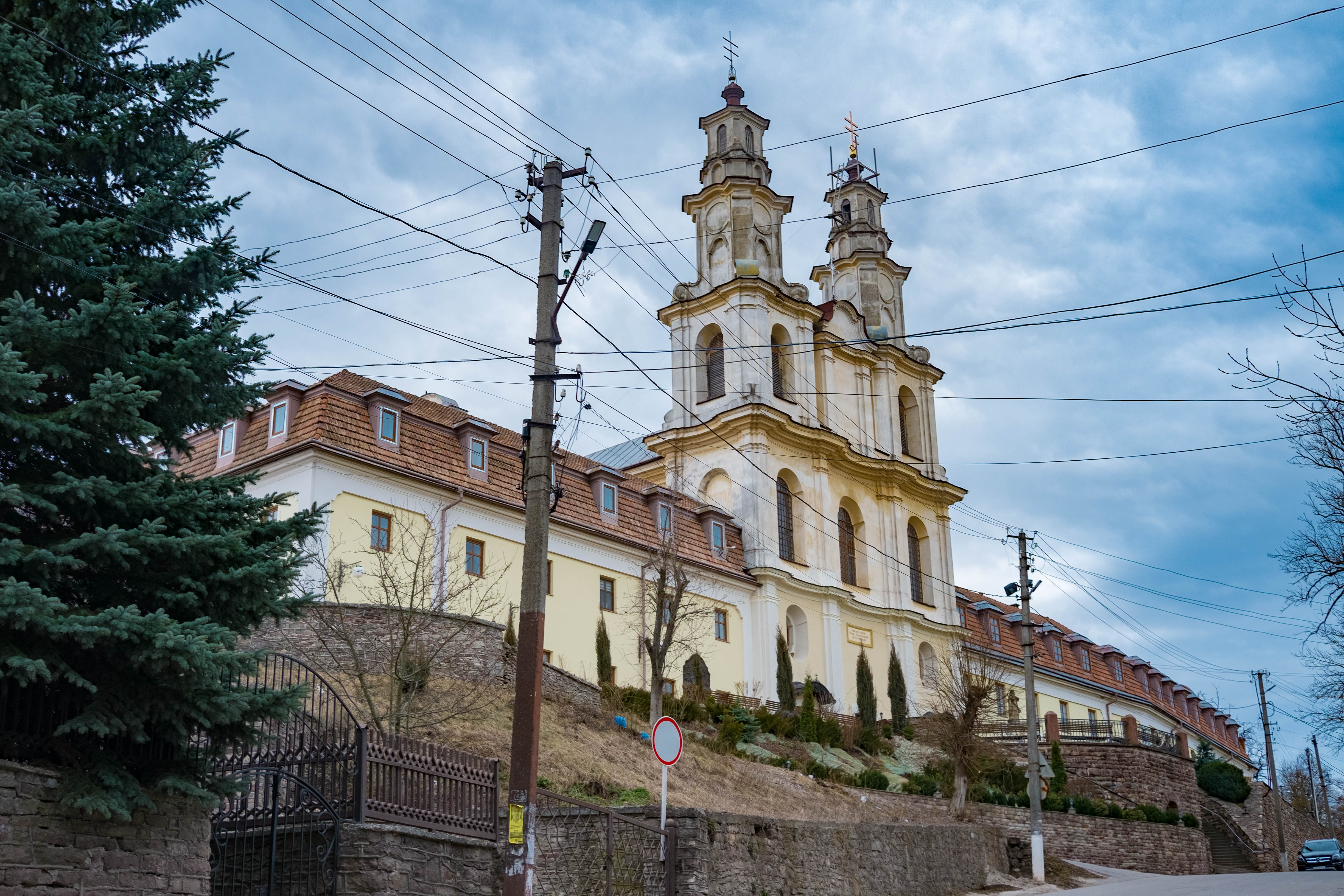
monastère st-Basile, classé[7],
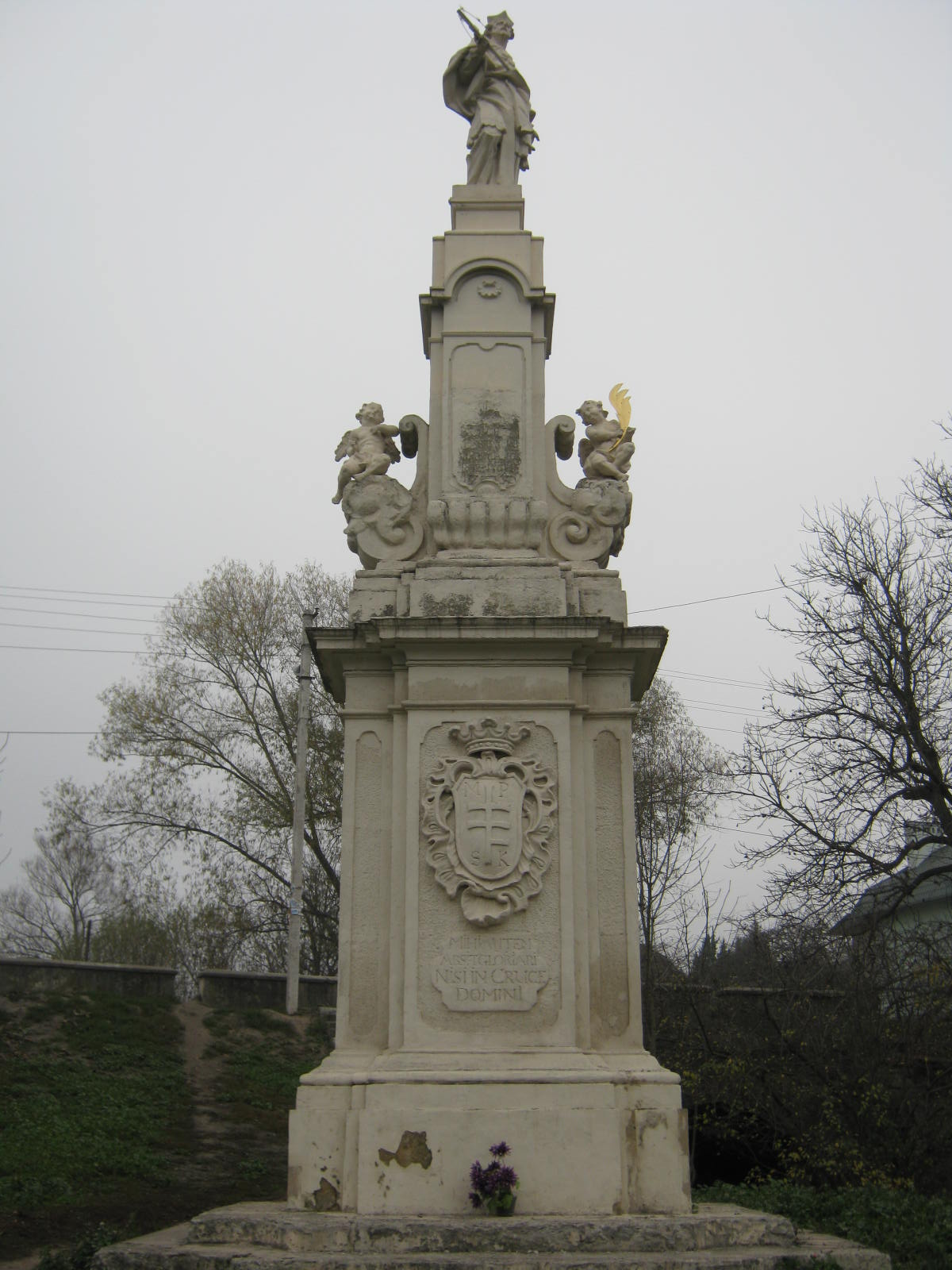
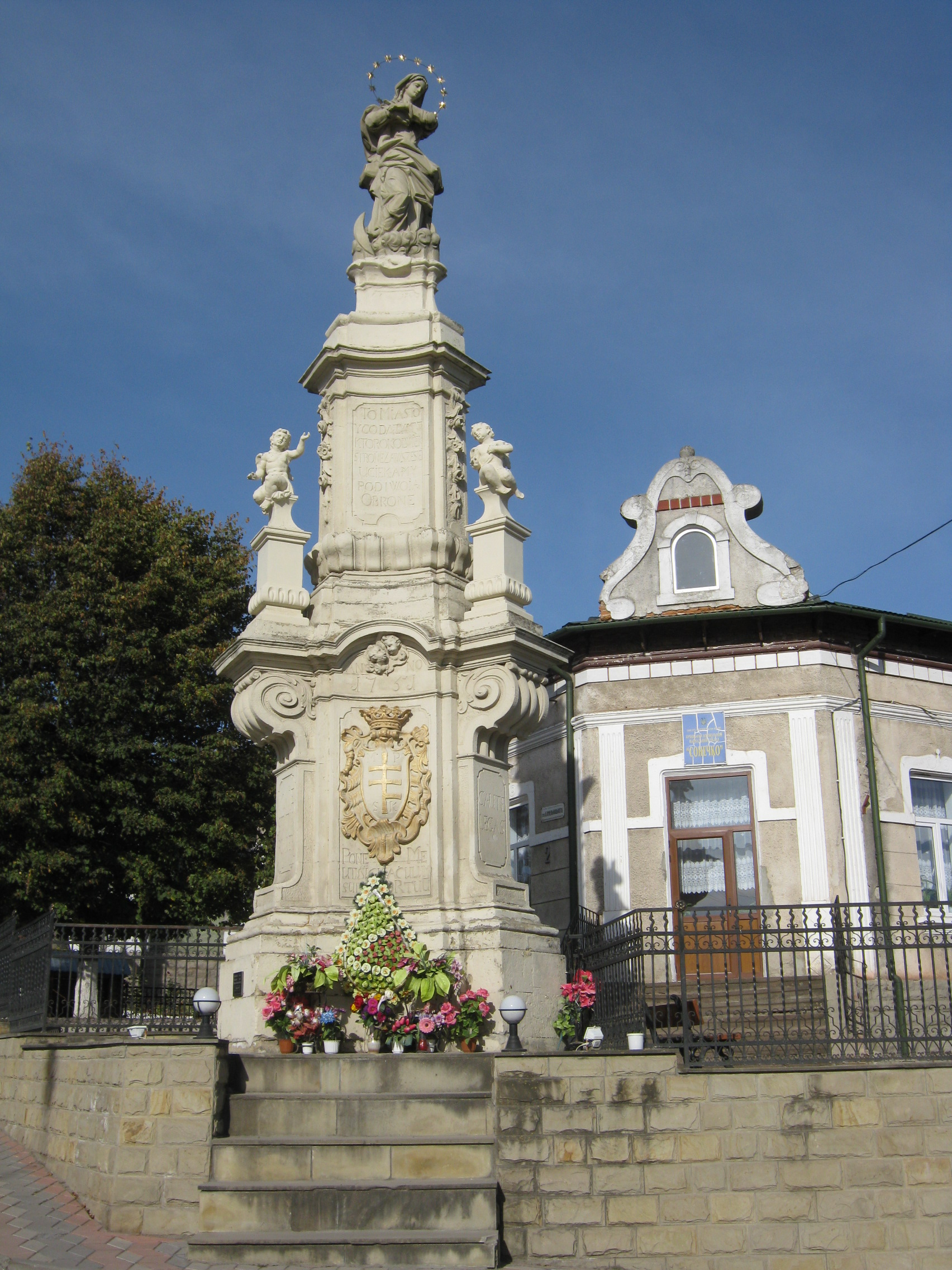
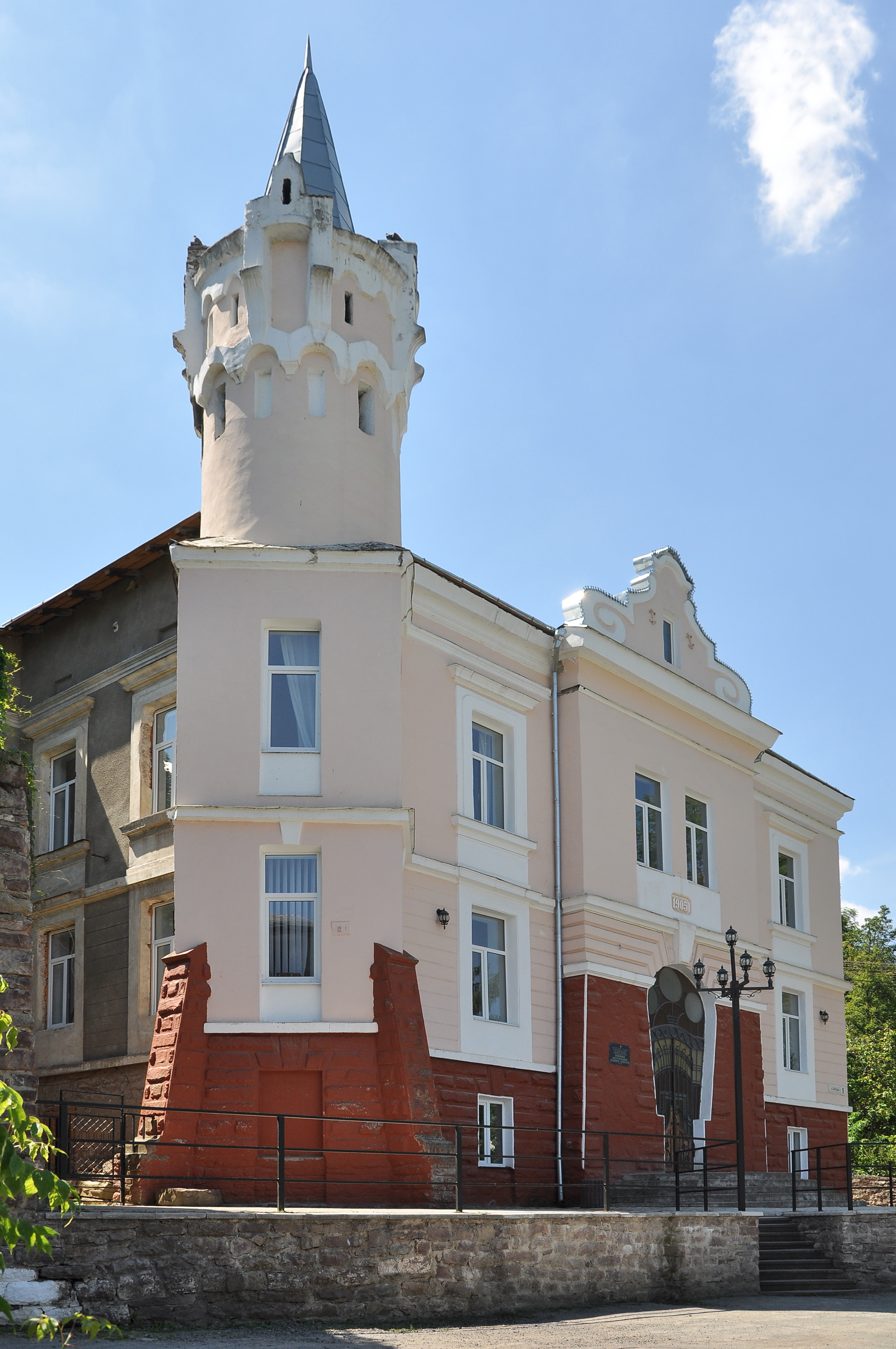
maison, classée[8],
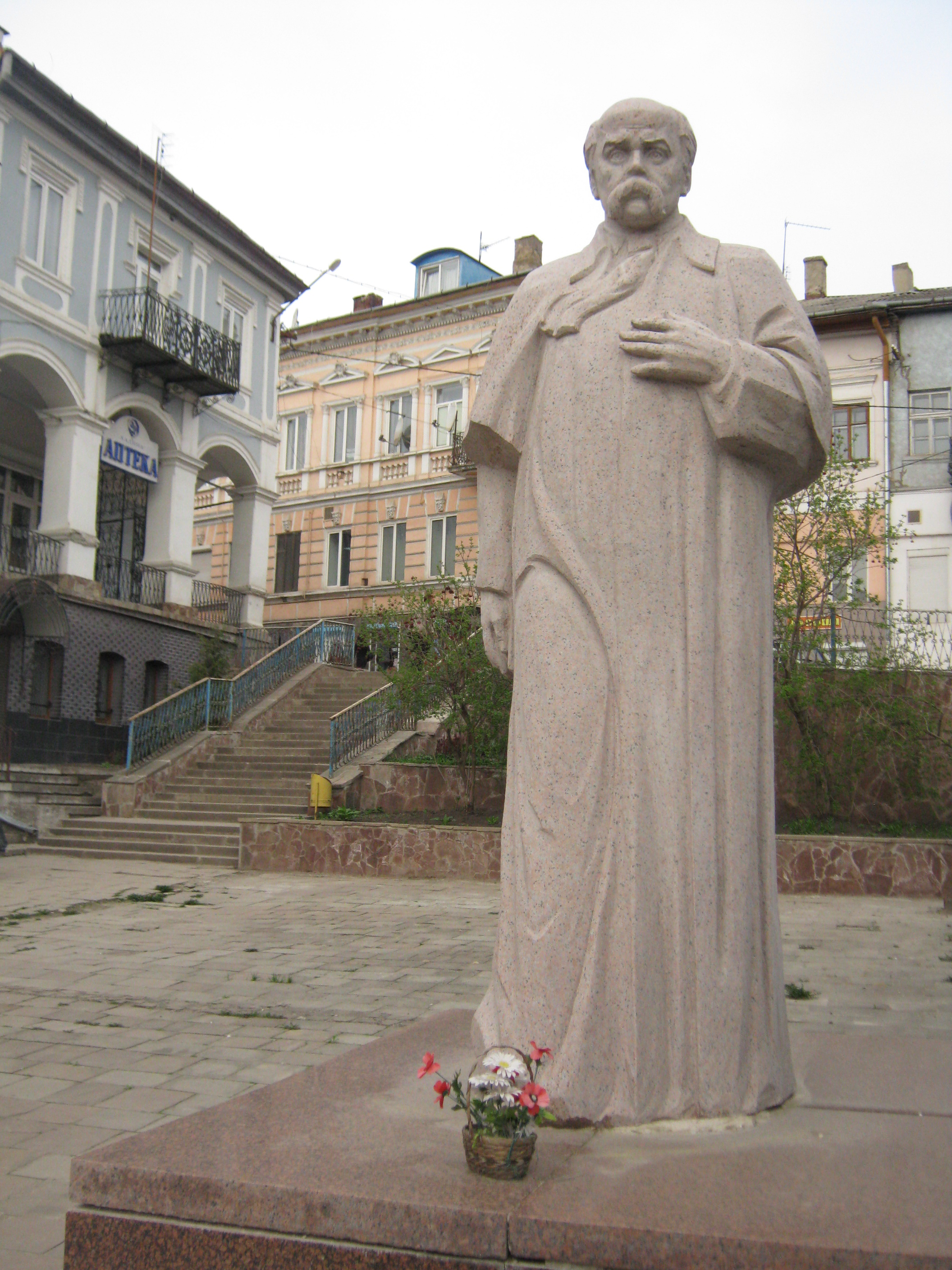
statue de Taras Chevtchenko,
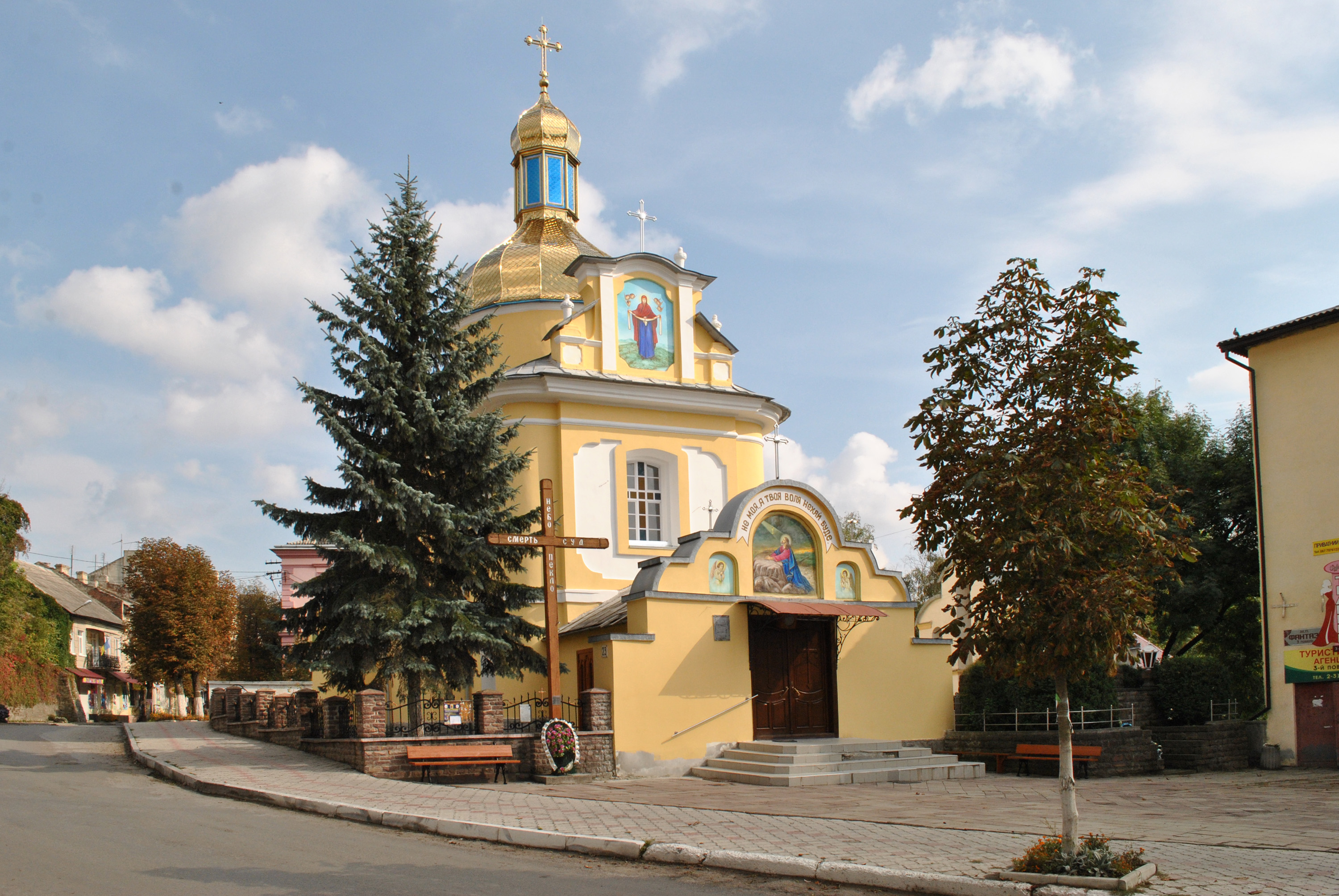
église de l'Intercession, classée[9],
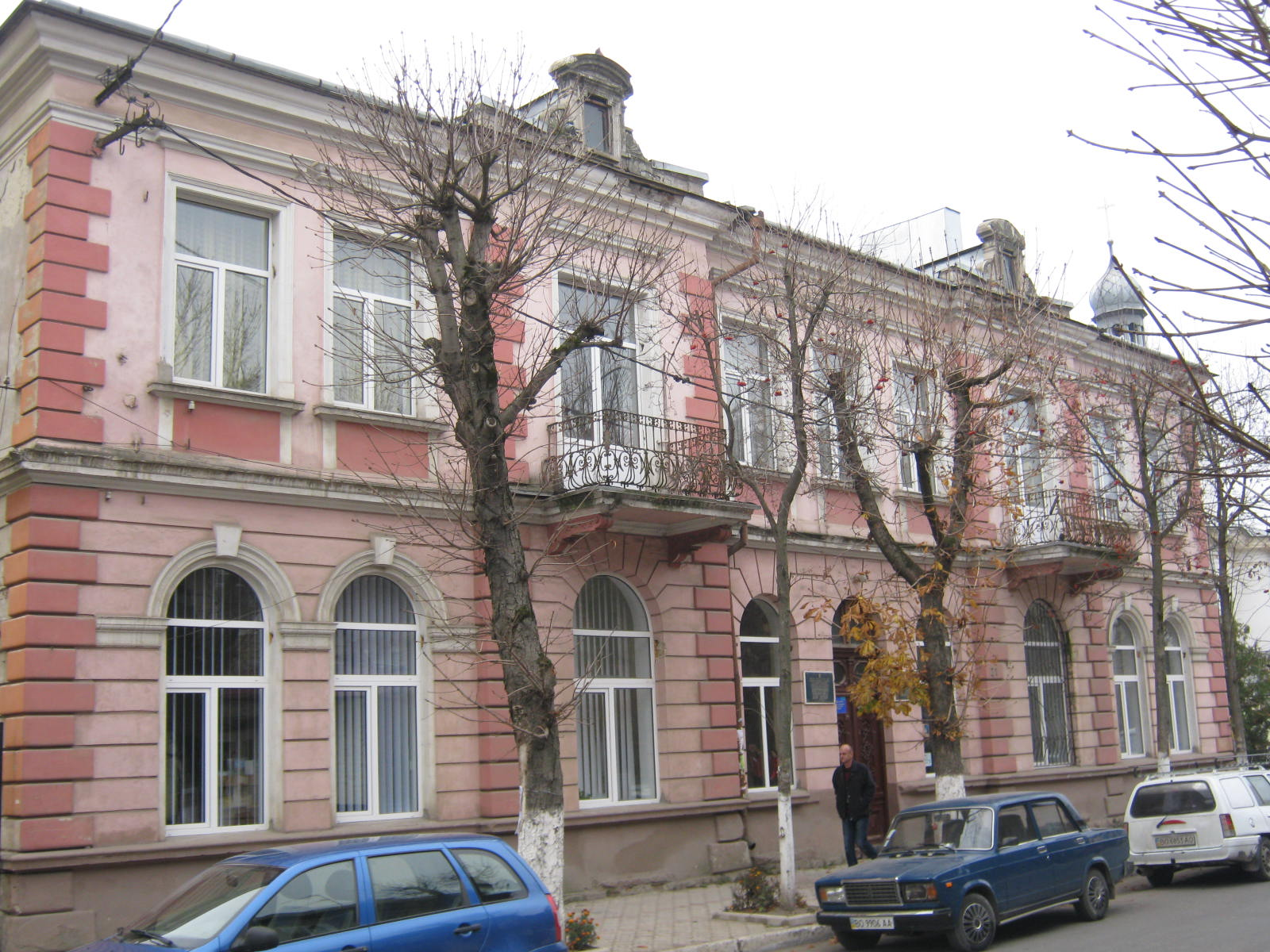
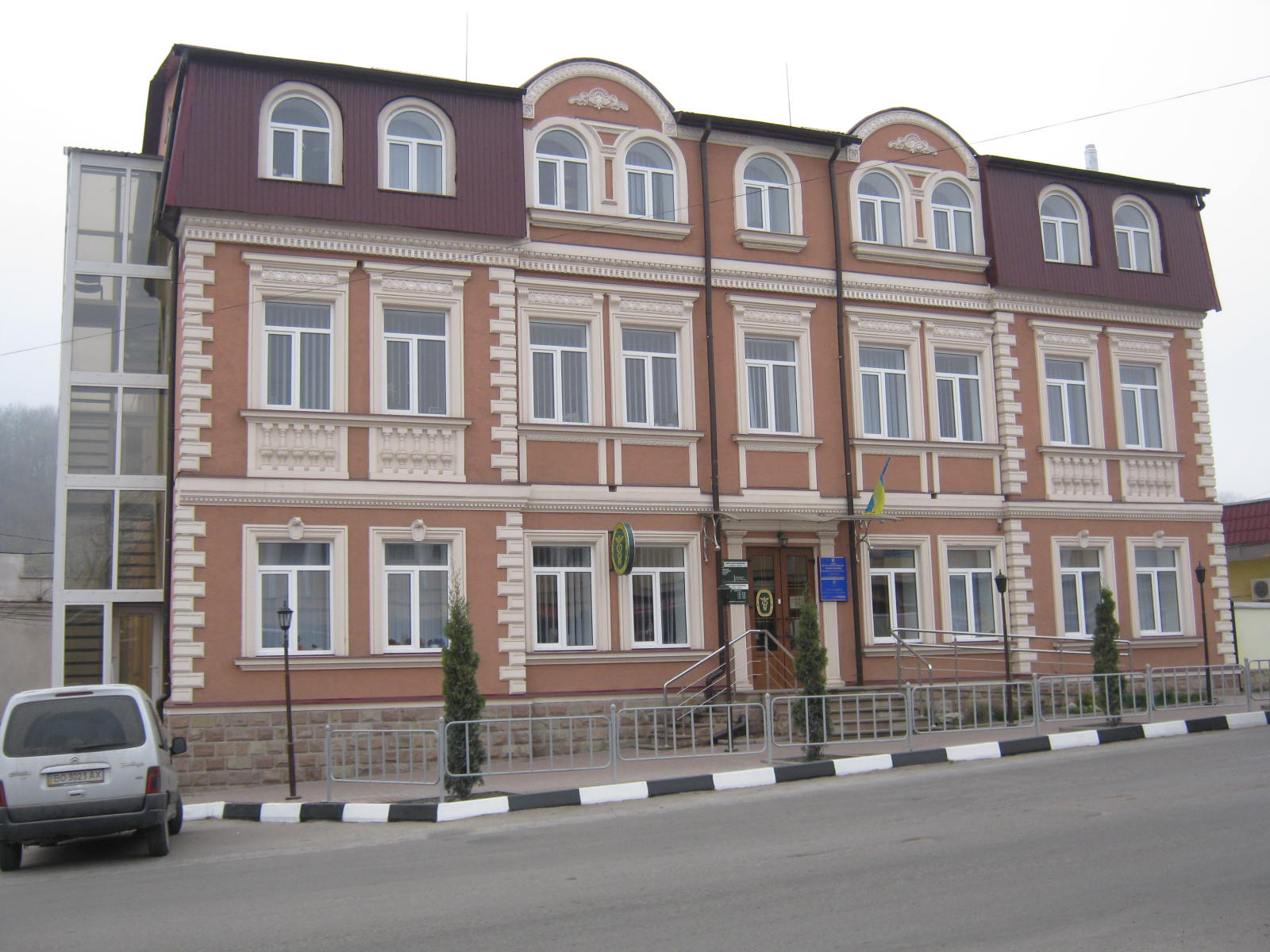
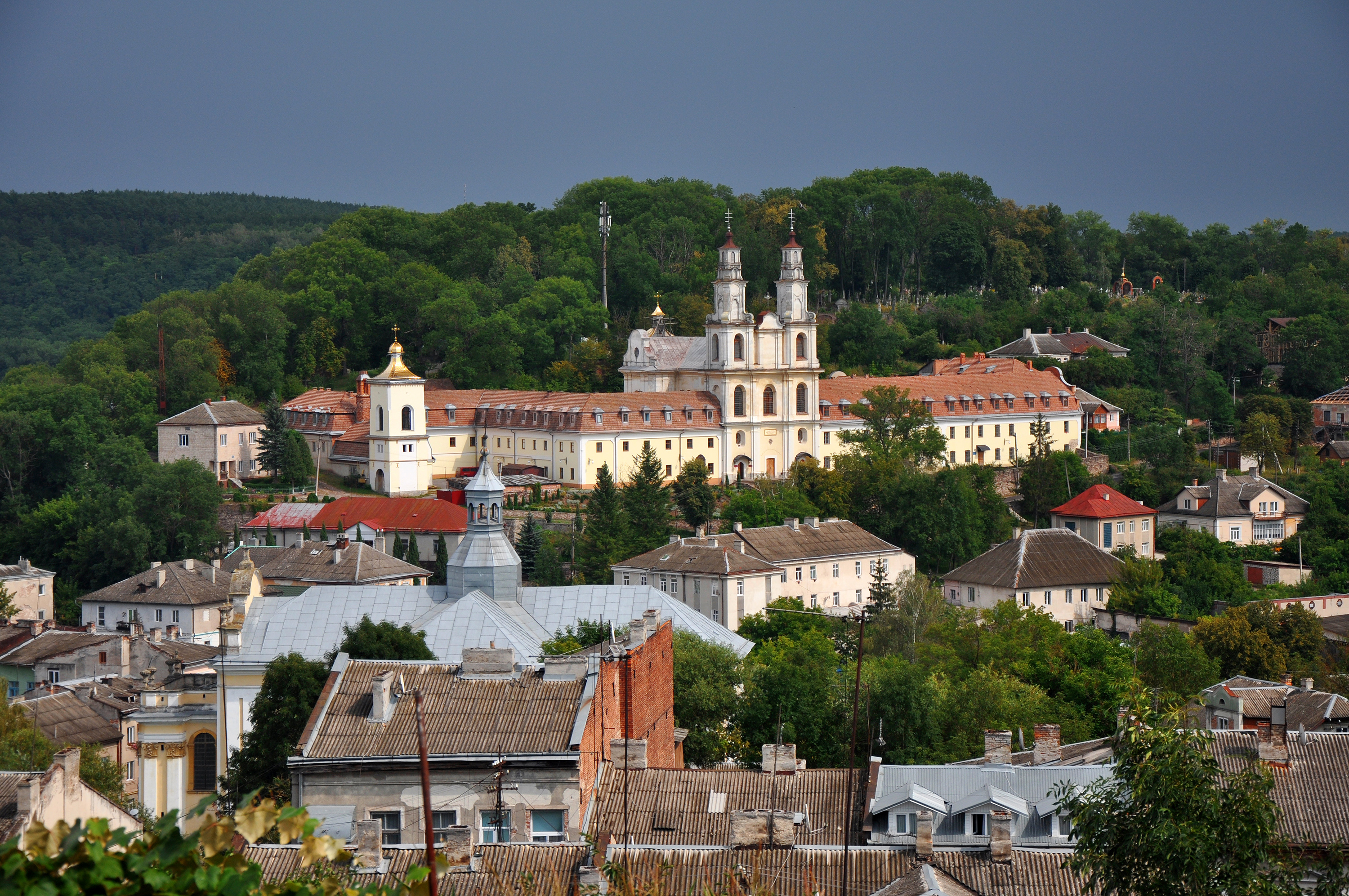
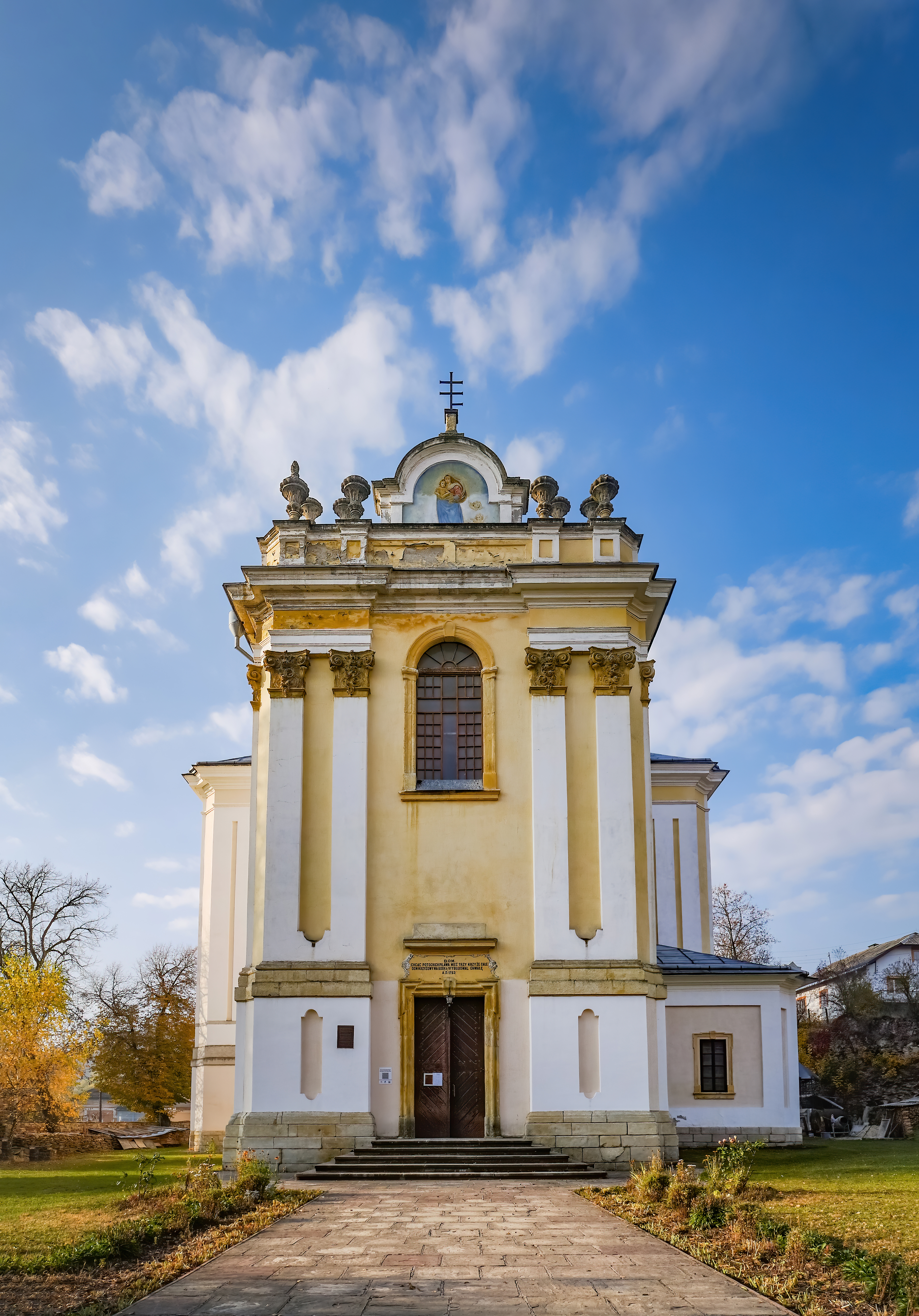
église de l'Assomption, classée[10],
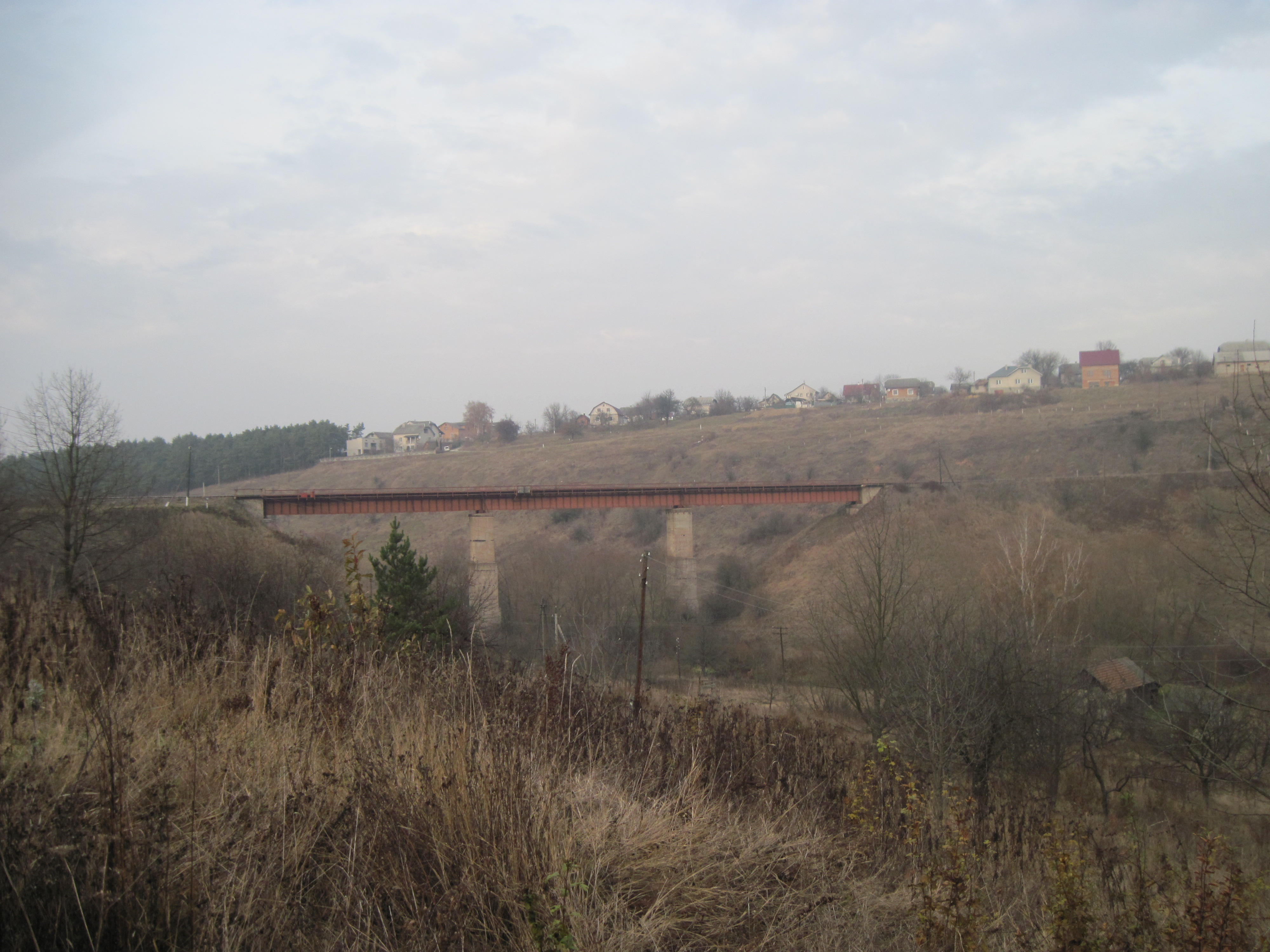